# Piet Cronje
Il generale Piet Arnoldus Cronje (Colesberg, 4 ottobre 1836 – Potchefstroom, 4 febbraio 1911) è stato un militare sudafricano.
Fu un comandante boero, capo dei commando della Repubblica del Transvaal durante le due Guerre boere. Fu al comando delle truppe che costrinsero alla resa gli uomini di Leander Starr Jameson, facendo fallire il cosiddetto Jameson Raid. Durante le prime fasi della seconda guerra boera ottenne alcuni successi sul fronte del fiume Orange, ma venne accerchiato con le sue truppe e costretto alla resa nella battaglia di Paardeberg. 

## Biografia
Cronje aveva un aspetto caratteristico, essendo basso di statura e avendo la barba nera, ma era ritenuto un uomo con un coraggio personale veramente considerevole. Aveva un'andatura da rude contadino, un aspetto da filibustiere, ma anche la reputazione di essere un comandante non troppo duro con i suoi, anche se una commissione dopo la guerra lo trovò colpevole di aver torturato degli indigeni.
Cronje nacque nella Colonia del Capo, ma ben presto, ancora in fasce, fu portato dai genitori nel Transvaal, durante il Great Trek. Convinto anti-britannico, nel novembre 1880 fomentò una ribellione contro il dominio inglese, difendendo un agricoltore dal sequestro dei suoi beni a causa del mancato pagamento delle tasse. Quindi fu uno dei combattenti afrikaner più valorosi nella guerra che ne seguì nel 1881 e che condusse il Transvaal all'indipendenza (Prima guerra boera). In tale occasione si fece un nome, comandando a Potchefstroom una forza militare che costrinse alla resa la guarnigione britannica proprio nel momento in cui veniva disposto un generale armistizio fra le forze in campo (marzo 1881).

Nel momento in cui il Transvaal divenne, anche se in un primo momento in modo solo limitato, indipendente, Cronje entrò nel Volksraad, dove divenne uno dei sostenitori del presidente Kruger. Il 2 gennaio 1896, a Dornkop, Cronje comandò gli uomini che circondarono e costrinsero alla capitolazione gli invasori inglesi guidati da Leander Starr Jameson, che aveva raccolto un esercito dalla Colonia del Capo per appoggiare gli immigrati britannici del Transvaal (i cosiddetti Uitlanders) nel loro tentativo di conquistare il potere nella repubblica, il cosiddetto Jameson Raid.

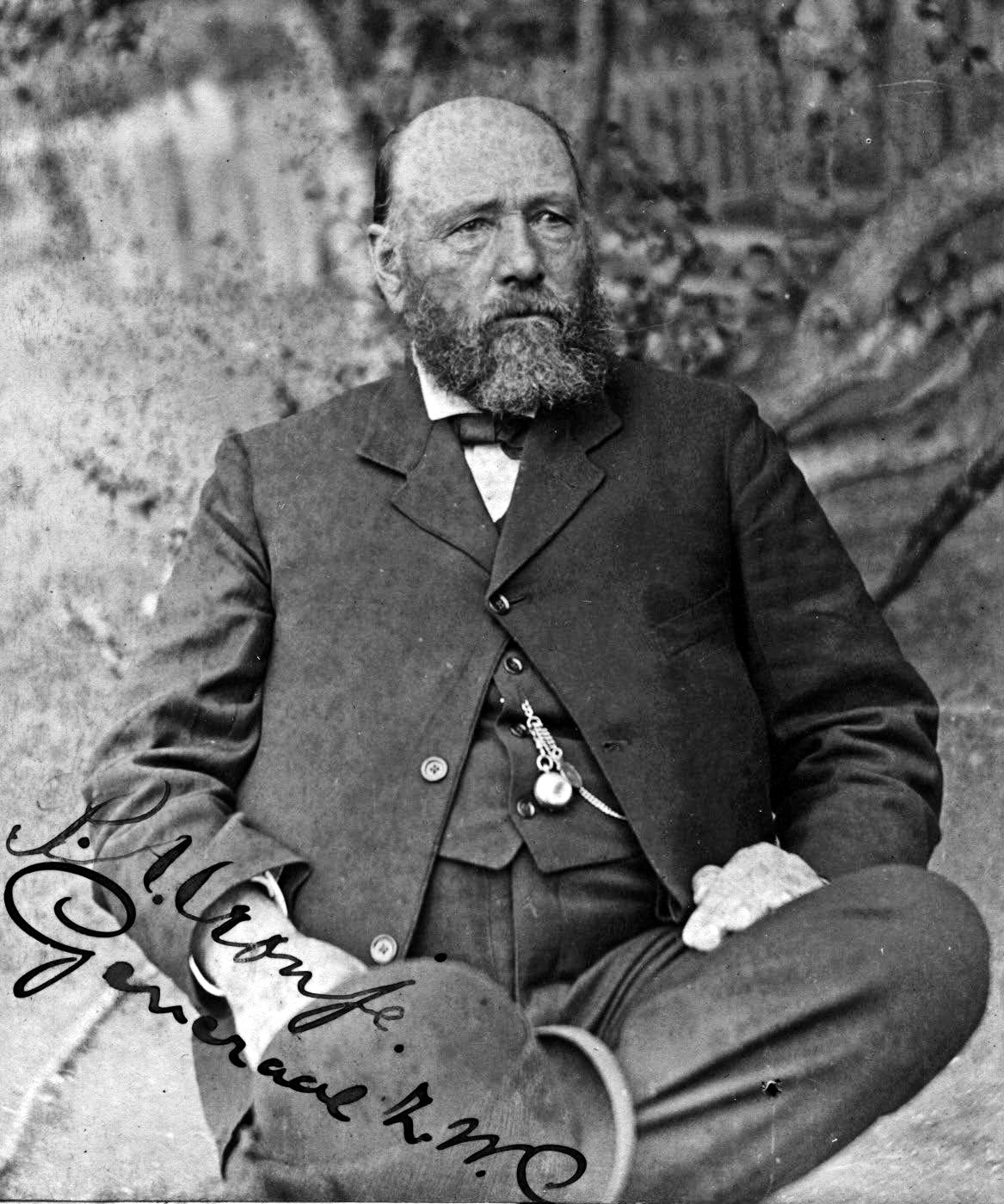
Cronje detenuto sull'Isola di Sant'Elena (1900).

Nel 1899, allo scoppio della seconda guerra boera, Piet Cronje con il grado di generale guidava i suoi commando nella parte occidentale del teatro di guerra, nei pressi della frontiera occidentale del Transvaal. In tale posizione iniziò gli assedi di Kimberley e di Mafeking. Proprio a Mafeking con una forza variante fra le 2000 e 6000 unità cinse d'assedio 1200 fra truppe regolari e milizie inglesi sotto il comando del colonnello Robert Baden-Powell. Successivamente l'11 dicembre 1899 respinse un'offensiva britannica alle sue posizioni nella battaglia di Magersfontein, impedendo così i piani britannici di soccorrere le loro forze a Kimberley.
Il suo modo di condurre le operazioni militari era opposto a quello di un altro eroe della guerra, Koos de la Rey, cosa che portò a dure tensioni fra i due. Nella campagna militare del febbraio 1900 Cronje si contrappose sul Modder con successo al generale Paul Methuen, ma non riuscì ad impedire ai britannici di liberare Kimberley. Quest'ultimo avvenimento costrinse Cronje ad indietreggiare verso est, fino ad essere completamente circondato dalle truppe del feldmaresciallo Frederick Roberts nella battaglia di Paardeberg, dove, dal momento che le munizioni e il cibo erano esauriti, fu costretto alla resa con i suoi 4000 uomini il 27 febbraio, dopo aver inflitto pesanti perdite al nemico.
Considerato dai Britannici un nemico valoroso ma molto pericoloso, Cronje fu mandato come prigioniero sull'isola di Sant’Elena, dove rimase fino alla conclusione dei trattati di pace nel 1902. Tornato in patria si ritirò a vita privata a Klerksdorp, nel Transvaal. Morì il 4 febbraio 1911 a Potchefstroom, ormai bandito e dimenticato dal suo popolo.